# Svetlana Bojko
Svetlana Anatoljevitj Bojko (ryska: Светла́на Анато́льевна Бо́йко), född den 13 april 1972 i Rostov-na-Donu i Sovjetunionen (nu Ryssland), är en rysk fäktare som tog OS-guld i damernas lagtävling i florett i samband med de olympiska fäktningstävlingarna 2008 i Peking.